# Clypeolabus lamellatus
Clypeolabus lamellatus là một loài tò vò trong họ Ichneumonidae.